# Зимек, Зак
Закери (Зак) Зимек (англ. Zachery "Zach" Ziemek; род. 23 февраля 1993, Itasca, Иллинойс) — американский легкоатлет, специалист по многоборьям. Выступает за сборную США по лёгкой атлетике с 2015 года, бронзовый призёр чемпионата мира 2022 года, победитель национального чемпионата в десятиборье 2018 года, чемпион NCAA в семиборье 2016 года, участник летних Олимпийских игр 2016 и 2020 годов.

## Биография

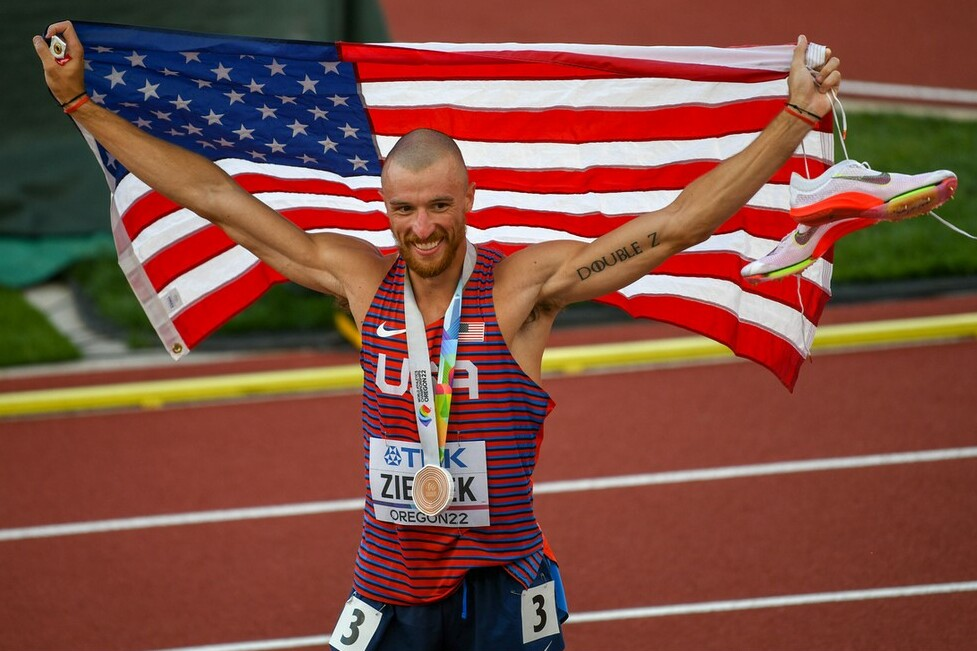
Чемпионат мира 2022 года

Зак Зимек родился 23 февраля 1993 года в поселении Айтаска, штат Иллинойс.
Занимался лёгкой атлетикой во время учёбы в старшей школе Лейк-Парк в Розелле (выпуск 2011 года), затем в Висконсинском университете в Мадисоне — состоял в местной легкоатлетической команде, неоднократно принимал участие в различных студенческих соревнованиях, в частности дважды становился вторым в десятиборье в первом дивизионе Национальной ассоциации студенческого спорта.
Впервые заявил о себе на международном уровне в сезоне 2015 года, когда выиграл бронзовую медаль в десятиборье на чемпионате США в Юджине, вошёл в состав американской национальной сборной и выступил на чемпионате мира в Пекине, где с результатом в 8006 очков занял 15-е место.
В 2016 году на национальном олимпийском отборочном турнире в Юджине был третьим — тем самым удостоился права защищать честь страны на летних Олимпийских играх в Рио-де-Жанейро. Набрал в сумме всех дисциплин десятиборья 8392 очка, расположившись в итоговом протоколе соревнований на седьмой строке.
После Олимпиады в Рио Зимек остался в составе легкоатлетической команды США на ещё один олимпийский цикл и продолжил принимать участие в крупнейших международных стартах. Так, в 2017 году он стал серебряным призёром на чемпионате США в Сакраменто и отметился выступлением на чемпионате мира в Лондоне — не вышел здесь на старт заключительной дисциплины десятиборья, бега на 1500 метров.
В 2018 году показал шестой результат в семиборье на чемпионате мира в помещении в Бирмингеме, одержал победу на чемпионате США в Де-Мойне.
В 2019 году занял второе место на международных соревнованиях Décastar во Франции, уступив только канадцу Пирсу Лепажу.